# ایستگاه اوتسوکا
ایستگاه اوتسوکا (به ژاپنی: 大塚駅، Ōtsuka-eki) یک ایستگاه قطار وابسته به خط یامانوته است که در توشیما-کو، توکیو در ژاپن واقع شده‌است.